# Rolling Back
Rolling Back is een nummer van het Britse muziekduo Young Gun Silver Fox uit 2022. Het is de tweede single van hun vierde studioalbum Ticket to Shangri-La.
"Rolling Back" kent een vrolijk, uptempo geluid dat doet denken aan de disco en funk uit de jaren '70. Het nummer werd geschreven door het ene bandlid Andy Platts, en geproduceerd door het andere bandlid Shawn Lee. De plaat werd een radiohit in Nederland, maar viel buiten de Nederlandse Top 40 of Tipparade. Wel bereikte het de nummer 1-positie in de Verrukkelijke 15 van NPO Radio 2.

## Tracklijst
Muziekdownload
1. "Rolling Back" - 3:44